# Röstmehl
Röstmehl ist auf dem Blech oder in der Pfanne trocken geröstetes Mehl. Es dient zum Binden von dunklen Saucen und Suppen sowie als Beimischung bei dunkleren Broten zur Verbesserung der Backeigenschaften. Zusätzlich verleiht es durch seine Röstaromen den Speisen einen kräftigeren Geschmack.
Meist werden Weizen oder Roggen verwendet, auch gemischt und mit Anteilen von Kleie. Das kanarische Gofio besteht aus Weizen und Mais. Im Naturkosthandel wird glutenfreies Amarant-Röstmehl angeboten.
Durch die Hitze werden Enzyme des Mehls, beispielsweise Amylasen deaktiviert, was die Haltbarkeit wesentlich verbessert. Das Eiweiß denaturiert. Teile der Stärke werden abgespalten und bilden helle und dunkle Dextrine, die Aroma und Farbe des Röstmehls bestimmen.
In Saucen und Suppen wird Röstmehl ähnlich wie braune Mehlschwitze verwendet, es ist Bestandteil der traditionellen Basler Mehlsuppe, die an drei Tagen der Fastnacht serviert wird.
Röstmehl ist offenbar seit sehr langer Zeit in Gebrauch. So findet es Erwähnung im babylonischen Enûma-elîsch-Mythos: „Zu ihm gelange das Röstmehl, das Opfer, damit er beschämt werde durch die Begrüßungsgeschenke und dann seine Hand abwische!“ Es wird außerdem bereits im Gilgamesch-Epos erwähnt: „Gilgamesch stieg hinauf zur Spitze des Berges, brachte den Bergspitzen Röstmehl dar [...]“. In beiden Mythen wird das Mehl als Opfergabe verwendet.